# Ренгельдорф
Ренгельдо́рф (фр. Ringeldorf) — коммуна на северо-востоке Франции в регионе Гранд-Эст (бывший Эльзас — Шампань — Арденны — Лотарингия), департамент Нижний Рейн, округ Саверн, кантон Буксвиллер. До марта 2015 года коммуна административно входила в состав упразднённого кантона Ошфельден (округ Страсбур-Кампань).
Площадь коммуны — 2,78 км², население — 83 человека (2006) с тенденцией к росту: 115 человек (2013), плотность населения — 41,4 чел/км².

## Население
Население коммуны в 2011 году составляло 96 человек, в 2012 году — 104 человека, а в 2013-м — 115 человек.
| 1962 | 1968 | 1975 | 1982 | 1990 | 1999 | 2006 | 2008 | 2011 | 2012 | 2013 |
| ---- | ---- | ---- | ---- | ---- | ---- | ---- | ---- | ---- | ---- | ---- |
| 74   | 74   | 69   | 63   | 76   | 78   | 83   | 80   | 96   | 104  | 115  |

Динамика населения:

## Экономика
В 2010 году из 55 человек трудоспособного возраста (от 15 до 64 лет) 44 были экономически активными, 11 — неактивными (показатель активности 80,0 %, в 1999 году — 76,5 %). Из 44 активных трудоспособных жителей работал 41 человек (22 мужчины и 19 женщин), три женщины числились безработными. Среди 11 трудоспособных неактивных граждан один был учеником либо студентом, 8 — пенсионерами, а ещё двое — были неактивны в силу других причин.